# Лідський повіт (Велике князівство Литовське)
Лідський повіт (пол. Powiat lidzki) — адміністративно-територіальна одиниця Віленського воєводства Великого князівства Литовського у XV-XVIII століттях. Столиця — Ліда.

## Географія
На півночі межував з Троцьким повітом Троцького воєводства та Віленським повітом Віленського воєводства, на сході — з Ошмянським повітом Віленського воєводства, на півдні — з Новогрудським та Слонімським повітами Новогрудського воєводства, на заході — з Гродненським повітом Троцького воєводства.

## Адміністративний поділ
До цього повіту входили території Лідського гродського (міського), Берштанського, Василишковського, Дубицького, Конявського, Новодворського, Радунського та Стоклиського староств та прилеглі приватні маєтки. Станом на 1790 р. повіт складався з 16 міст і сіл: Острина, Вороново, Белиця, Беняконі, Василішки, Докудаве, Демброве, Желудок, Жирмуни, Заболоть, Іщелне, Ліда, Нача, Новий Двір, Орля, Радунь, Рожанка, Собакинці, Щучин, Ейшишки.
Після окупації західнобілоруських, литовських земель Російською імперією на території колишнього Лідського повіту у складі Слонімської губернії було утворено російський Лідський повіт під час третього поділу Речі Посполитої.

## Символіка
У нього була червона повітова хоругва із зображенням герба «Погоні».
Ліда, Радунь, Щучин та Ейшишки отримали міські герби.

## Населення
У 1528 році, за даними перепису війська Великого князівства Литовського, у повіті було близько 80 дрібних землевласників.
Лихоліття московської війни проти Литви (середини XVII ст.) спричинило сильні спустошення і в цьому повіті також. Кількість димів зменшилася на 19 %.
В середині XVII століття в повіті було 11 860 селянських господарств, а населення становило 94 880 осіб. У 1775 р. в повіті налічувалося 11 723 селянських господарства. У 1790 році чисельність населення повіту становила 102 375 осіб.

## Урядники
Лідська шляхта від повіту посилала двох депутатів (послів) на Вальний сейм та двох заступників до Головного Трибуналу. У Ліді збиралися повітові та воєводські сеймики — місцеві станово-представницькі органи.
У Ліді проводилися не лише повітові сеймики, але й підкоморський, земський (сесії проводилися в одній з веж Лідського замку) та гродські суди, і скликалося посполите рушення.
На Гродненському сеймі 12 січня 1793 року, щоби збільшити кількість сенаторів від Великого князівства Литовського, номінували на каштеляна лідського кандидатуру з місцевого повітового маршала, яким на той час був Францишек Олександрович, котрий отримав привілей 26 жовтня 1793 р.. Але в грудні того ж року новою адміністративно-територіальною реформою Речі Посполитої скасовано лідську каштелянію. У результаті лідський каштелян зберіг свій титул, але він не мав сенаторських повноважень.